# 金龙镇 (金堂县)
金龙镇，是中华人民共和国四川省成都市金堂縣下辖的一个乡镇级行政单位。

## 行政区划
金龙镇下辖以下地区：
骑龙社区、獐子湾村、良园村、高粱村、河源村、谢杨坝村和静因寺村。